# 恋川春町
恋川 春町（こいかわ はるまち、延享元年（1744年）- 寛政元年7月7日（1789年8月27日））は、江戸時代中期の戯作者、浮世絵師である。安永4年（1775年）『金々先生栄花夢』で黄表紙といわれるジャンルを開拓し、黄表紙の祖と評される。
本名は倉橋 格（くらはし いたる）。諱は初め勝睴、後に格。本姓は源氏、幼名は亀之助、通称は初め隼人、後に寿平。号は寿山人･寿亭、春町坊。狂名は酒上不埒（さけのうえのふらち）。筆名は、江戸藩邸のあった小石川春日町に由来するとともに、当時の人気絵師勝川春章を踏まえたものである。
駿河小島藩・滝脇松平家の年寄本役として藩中枢に関与し、石高は最終的に120石に及んだ。安永天明期に自画自作の黄表紙を多数残し、洒落本や滑稽本などの挿絵も見られるが、錦絵は希少である。

## 経歴
延享元年（1744年）に紀州徳川家附家老の安藤次由（帯刀）の家臣である桑島勝義（九蔵）の次男として誕生。宝暦13年（1763年）に召しだされて金6両2人扶持で小島藩士となり、中小姓格右筆見習書役兼帯となる。同年、同じく小島藩士で父方伯父の倉橋勝正の養子となる。明和4年（1767年）に通称を隼人から寿平と改名。
その後、小納戸格、刀番となり、明和8年（1771年）に藩主松平昌信が死去して松平信義が藩主になるとさらに出世して、『高慢斎行脚日記』を執筆した安永5年（1776年）には取次兼留守居添役となる。同年、養父の隠居を受けて家督を相続し、石高100石となる内用人に就任。1781年（天明元年）側用人兼用人方助ヶ、用人、年寄格加判之惣となり、藩政中枢に参与するようになる。1782年（天明2年）頃から酒上不埒という名で狂歌に熱中し、自ら一派を立てた。天明5年（1785年）の小島藩年貢割付状には、倉橋寿平名義の署名がある。天明7年（1787年）には年寄本役、石高120石となる。
しかし、その翌年に執筆した黄表紙『鸚鵡返文武二道』が松平定信の文武奨励策を風刺した内容であることから、寛政元年（1789年）幕府から呼び出しを受ける。春町は病気として出頭せず、同年4月24日には隠居し、まもなく同年7月7日（1789年8月27日）に死去したという。自殺と推測する説もある。享年46。墓は東京都新宿区新宿二丁目の成覚寺にあり、新宿区指定史跡となっている。法名は寂静院廓誉湛水居士。子は倉橋敬忠（忠蔵、生没年は天明元年（1781年）-享和3年（1803年））

## 人物・交流
鳥山石燕について浮世絵を学び、勝川春章にも私淑していた。
10歳近く年上の狂歌・戯作仲間の朋誠堂喜三二（久保田藩江戸留守居の平沢常富の筆名）とは特に仲がよく、喜三二の文に春町の画というコンビ作も多い。再婚相手も喜三二の取り持ちという。鹿津部真顔は門弟。

## 代表作
- 『当世風俗通』 洒落本 朋誠堂喜三二作 （1773年）
- 『金々先生栄花夢』｛きんきんせんせいえいがのゆめ｝（1775年） 自画作
- 『高慢斎行脚日記』｛こうまんさいあんぎゃにき｝（1776年） 自画作
- 『鸚鵡返文武二道』｛おうむがえしぶんぶのふたみち｝（1788年）
- 『無益委記』｛むだいき｝
- 『詩句市窓』｛しくしそう｝
- 『其返報怪談』
- 「布袋川渡りの図」 細判 錦絵

## 刊本
- 「金々先生栄花夢」水野稔訳『古典日本文学全集 第28 (江戸小説集 上)』筑摩書房 1960年
- 『黄表紙集1』水野稔編 古典文庫 1969年
  - 「うどん・そば 化物大江山」「古今名筆 其返報怪談」「参幅対紫曽我」「夫八本歌是八狂哥 万載集著微来歴」「吉原大通会」「其昔竜神噂」
- 「遺精先生夢枕」『国文学解釈と鑑賞臨時増刊　秘められた文学4』尾崎行信監修、至文堂、1970年
- 『評釈江戸文学叢書』第8巻 講談社 1970年（1935年刊の復刻）
  - 「金々先生栄花夢」「夫ハ楠木是ハ嘘木無益委記」
- 『日本古典文学全集　黄表紙・川柳・狂歌』小学館、1971年
  - 「金々先生栄花夢」「夫ハ楠木是ハ嘘木無益委記」「鸚鵡返文武二道」浜田義一郎校注
- 「金々先生栄華夢」杉森久英訳『日本の古典 25 (江戸小説集 2)』河出書房新社 1974年
- 「金々先生栄華夢」「化物大江山」『江戸の戯作絵本』第1巻 小池正胤ほか編 社会思想社・現代教養文庫 1980年
- 「万載集著微来歴」同第2巻、1981年
- 「悦贔屓蝦夷押領」同第3巻、1982年
- 「高漫斉行脚日記」「参幅対紫曽我」「吉原大通会」同続第1巻、1984年
- 「風流裸人形、大通惣本寺杜選大和尚無頼通説法」『洒落本大成』第8巻 中央公論社 1980年
- 『新編日本古典文学全集 黄表紙・川柳・狂歌』小学館、1999年
  - 「金々先生栄花夢」「鸚鵡返文武二道」棚橋正博校注

## 関連作品
テレビドラマ
- 『べらぼう〜蔦重栄華乃夢噺〜』（2025年、NHK大河ドラマ、演：岡山天音）[3]